# Claes Mörner
Claes Otto Hjalmar Mörner af Morlanda, född 7 december 1910 i Linköping, död 10 oktober 1993 i Stockholm, var en svensk greve och reklamman som bland annat arbetade för matvaruföretaget Abba. 
Ägare till Tessab.